# Валентин Стрикало
«Валентин Стрикало» — український гурт, заснований у 2010 році солістом Юрієм Капланом, який здобув популярність після запису серії відеозвернень до зірок шоу-бізнесу від імені наївного провінційного хлопця «Валентина Стрикала з села Бурильцева». Створення гурту стало продовженням інтернет-мема. В травні 2019 року Юрій Каплан повідомив про розпуск групи.

## Історія

### Відеозвернення до зірок
Свій перший ролик — відеозвернення до В'ячеслава Малежика — Юрій Каплан опублікував на YouTube в березні 2008 року, назвавшись «Валентином Стрикалом з села Бурильцева». За визнанням автора, це відео було знято під враженням від схожого ролика студії My Duck's Vision, в якому Сем Нікель, один з акторів студії, також звертався до Малежика.
Згодом Юрій записав звернення до Тіматі, Діми Білана, Потапа і Насті Каменських, Чай вдвоём, МакSим, Timbaland і Сергія Звєрєва. Звернення до переможця Євробачення 2008 Діми Білана на YouTube протягом місяця з дня розміщення переглянули 90 тис. користувачів, а посилання на відео поширилися по всьому Рунету. Кількість переглядів ролика із зверненням до Діми Білана перевищила 1 500 000, а зі зверненням до Тіматі — 1 000 000. Загальна кількість переглядів його звернень до зірок естради на YouTube перевищила 5 мільйонів.

### Створення гурту

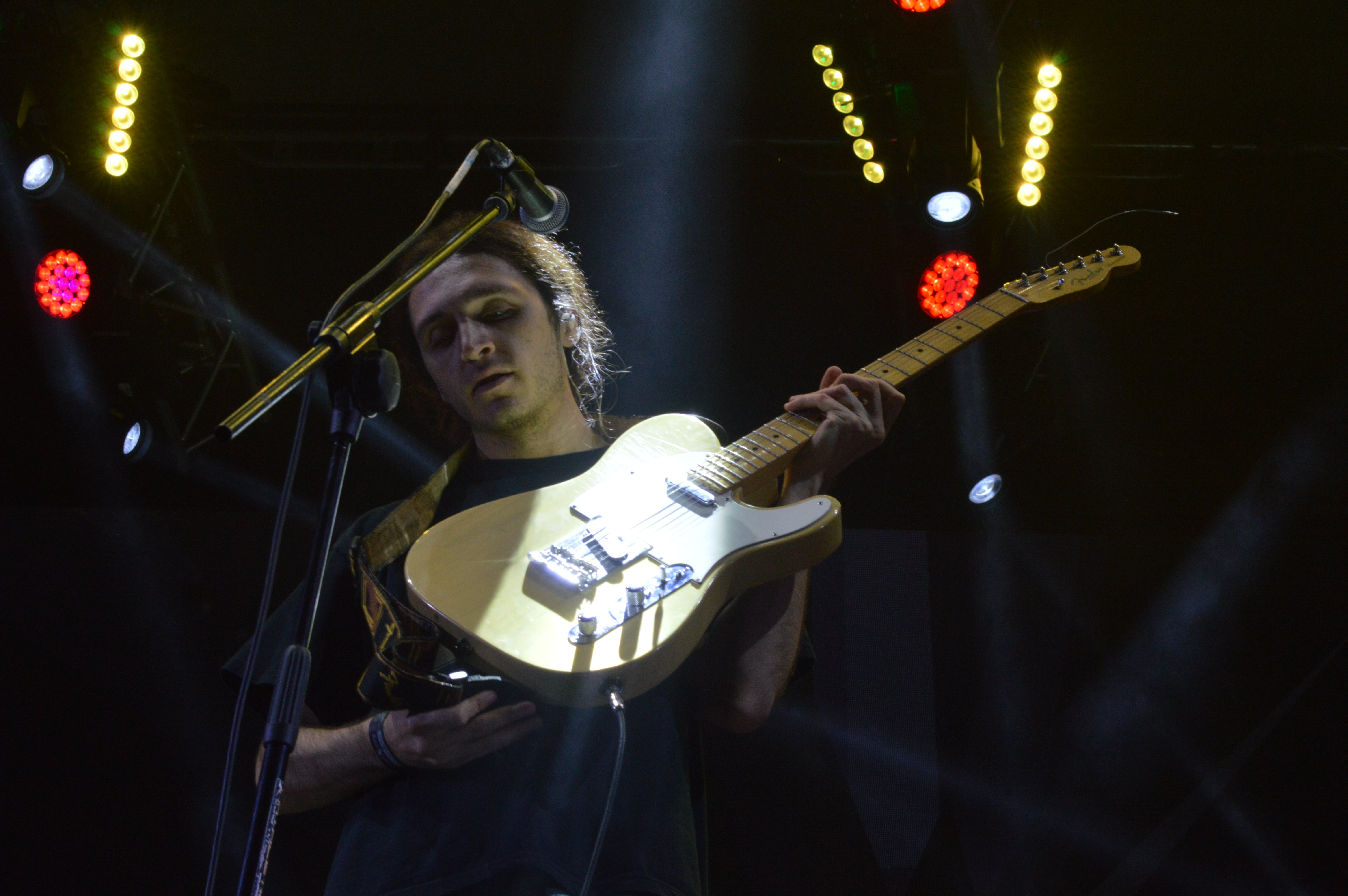
Юрій Каплан на фестивалі MRPL City 2018

Вперше у своїй кар'єрі Юрій дав виступ як гість на Comedy Club Dnepr Style ще в 2008 році. Перший сольний концерт був даний восени 2008 року в Києві в клубі «Цар». Гурт «Валентин Стрикало» був утворений в 2010 році. Концертний репертуар складається як з сольної творчості Юрія Каплана в рок-аранжуванні, так і з пісень, що виконувалися в його колишніх колективах: гурт inShe («Так гріє») і гурт «Водичка-Пузырьки» («Наше лето», «Гори»).
24 лютого 2012 року вийшов дебютний альбом групи «Валентин Стрикало», що отримав назву «Смирись и расслабься!». 20 жовтня 2013 вийшов другий альбом групи під назвою «Часть чего-то большего», який включив в себе як нові, так і вже відомі пісні, раніше виконувані на концертах. Гурт «Валентин Стрикало» активно гастролює країнами СНД. Третій і останній альбом групи під назвою «Развлечение» вийшов 13 жовтня 2016 року, він вирізнявся новим звучанням, відмінним від минулих альбомів, та більшою серйозністю в порівнянні із ними.

## Склад
- Юрій Каплан — вокал, гітара, клавішні;
- Станіслав Мурашко — бас-гітара, бек-вокал;
- Костянтин Пижов — гітара;
- Володимир Яковлєв — барабани

## Дискографія

### Альбоми
- 2012 — Смирись и расслабься!
- 2013 — Часть чего-то большего
- 2016 — Развлечение

### Кліпи
- 2010 — Кайен
- 2011 — Русский рок
- 2011 — Наше лето
- 2012 — Космос нас ждёт
- 2012 — Гори
- 2012 — Дешёвые драмы
- 2013 — Знаешь, Таня